# Hey You (Pink Floyd)
"Hey You" is een nummer van de Britse band Pink Floyd. Het nummer werd uitgebracht op hun album The Wall uit 1979.

## Achtergrond
"Hey You" is het eerste nummer op de tweede disc van het dubbelalbum The Wall. Het verscheen op de B-kant van de single "Comfortably Numb". In het nummer, onderdeel van een verhaal over de in een isolement geraakte rockster Pink, realiseert de hoofdpersoon zijn fout om uit de samenleving proberen te verdwijnen en probeert hij het contact met de buitenwereld te herstellen. Hij kan echter niets zien of horen van wat zich buiten de door hem opgebouwde muur afspeelt. Pink wordt steeds wanhopiger en realiseert zich dat er geen mogelijkheid tot ontsnappen is.
Er werden ondersteunende beelden bij "Hey You" opgenomen om te verschijnen in Pink Floyd: The Wall, maar deze werden niet gebruikt omdat de film anders te lang zou duren. De meeste beelden werden wel gebruikt in andere scènes. Er is wel een workprint van de scène te zien op de dvd ter gelegenheid van de 25e verjaardag van de film.
"Hey You" heeft een prominente rol in de film The Squid and the Whale uit 2005, waarin een tienerjongen beweert dat hij het nummer heeft geschreven en hiermee populair wordt op school, totdat iemand ontdekt dat het eigenlijk een nummer van Pink Floyd is. Ook werd het gezongen door kandidate Aline Oger in het televisieprogramma The Voice Belgique in 2016 en bevat het nummer "Ocean" van XXXTentacion een sample van "Hey You".

## NPO Radio 2 Top 2000
| Nummer met noteringen in de NPO Radio 2 Top 2000 | '18 | '19 | '20 | '21 | '22 | '23 | '24 |
| ------------------------------------------------ | --- | --- | --- | --- | --- | --- | --- |
| Hey You                                          | 616 | 520 | 674 | 675 | 650 | 642 | 745 |

1. ↑  Een vetgedrukt getal geeft de hoogste notering aan.
2. ↑  2018 was het eerste jaar met een notering voor dit nummer.